# Philip Jaisohn

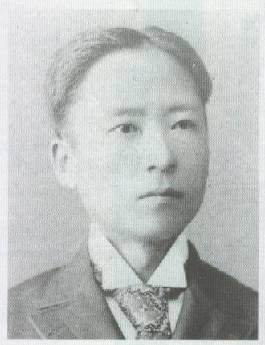
Philip Jaisohn

Philip Jaisohn sau Seo Jae-pil (coreeană 서재필; n. 7 ianuarie 1864 — d. 1 ianuarie 1951) a fost un activist de independență, politician și medici Coreea.